# Општина Четариу (Бихор)
Четариу (рум. Cetariu) општина је у Румунији у округу Бихор.
Oпштина се налази на надморској висини од 189 m.